# Марадо
Марадо, или Мара (кор. 마라도) — остров, принадлежащий Южной Корее и находящийся в Корейском проливе.
Марадо расположен в 8 км южнее острова Чеджудо, административно является частью города Согвипхо. Самая южная точка Южной Кореи.
На острове есть начальная школа, полицейский участок, церковь и маяк.

## География
Площадь острова — всего около 0,3 км², длина береговой линии — 4,2 км, высота прибрежных скал — до 30-35 м, высочайшая точка — 39 м над уровнем моря.
На Марадо — субтропический климат, остров является охраняемой природной зоной, а с 18 июля 2000 года — национальным памятником № 423. Деревья на острове отсутствуют.

## Население
На острове проживает около 90 человек.

## Туризм
Основная деятельность большинства населения — обслуживание туристов (до 700 в день).